# 八千草薰
八千草薫（日语：／ Kaoru Yachigusa，1931年1月6日—2019年10月24日），日本电影、电视、配音演员。

## 生平
生于大阪市。曾于1947年到1957年间加入宝冢歌剧团。她最广为人知的作品是电视剧《血疑》，该剧于1984年在中国中央电视台播出后引起轰动，有影迷一度因为剧中人物去世感到悲痛而自杀。
2019年10月24日因胰腺癌在东京去世，享年88岁。